# Super Coupe de Tunisie de basket-ball 2023
Navigation
Super Coupe de Tunisie 2014 Super Coupe de Tunisie 2024
La Super Coupe de Tunisie de basket-ball 2023 est la 5e édition de la Super Coupe de Tunisie de basket-ball, compétition de basket-ball tunisienne opposant le champion de Tunisie au vainqueur de la coupe de Tunisie.

## Finale
| Date         | Lieu  | Équipe à domicile | Équipe à l'extérieur         | Score |
| ------------ | ----- | ----------------- | ---------------------------- | ----- |
| 10 mars 2024 | Radès | Club africain     | Union sportive monastirienne | 68-48 |

## Champion
- Club africain[1]
  - Président : Youssef Elmi
  - Entraîneur : Andreas Wagner (de)
  - Joueurs : Omar Abada, Mahdi Sayeh, Mourad El Mabrouk, Aymen Trabelsi, Jawhar Jaouadi, Ziyed Chennoufi, Naim Dhifallah, Mohamed Hadidane, Haythem Saada, Fares Ochi, Mohamed Tarhouni, Bassem Khalifa